# Catedral de Nuestra Señora (Múnich)

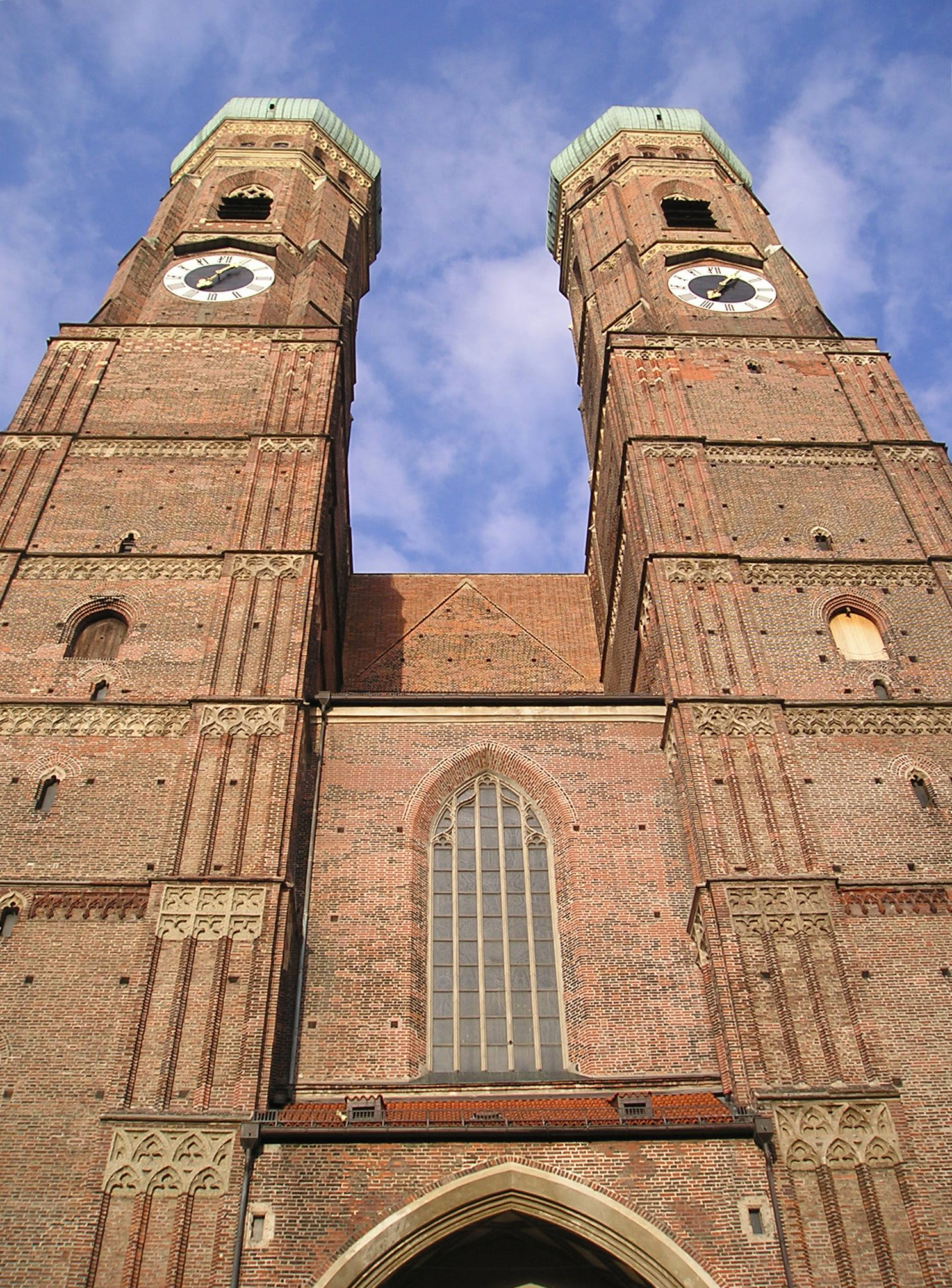
La Frauenkirche

La Frauenkirche (cuyo nombre completo es Dom zu Unserer Lieben Frau, Catedral de Nuestra Querida Señora alemán) es la iglesia catedral de Múnich la capital bávara (Alemania). Situada en el centro de la ciudad en la Frauenplatz, 1, la catedral católica es una de las más importantes atracciones turísticas de la ciudad.
A día de hoy la catedral y el Nuevo Ayuntamiento dominan el centro de la ciudad y sus torres pueden ser vistas desde todas las direcciones, gracias a una orden del consistorio de Múnich que prohíbe cualquier edificación de más de 100 m. La torre sur de la catedral puede ser visitada ofreciendo una vista panorámica de la ciudad y de los Alpes.

## Historia
La catedral, que sustituyó a la antigua iglesia románica construida en el siglo XII, fue encargada por Segismundo de Baviera y erigida por Jörg von Halsbach. La edificación empezó en 1468 y las dos torres se terminaron en 1488. La iglesia fue consagrada en 1494. Sin embargo, las famosas cúpulas de las torres no fueron construidas hasta 1525. Su diseño se inspiró en la Cúpula de la Roca de Jerusalén, que a su vez tiene influencias del arte bizantino. La catedral sufrió severos daños durante la Segunda Guerra Mundial; el techo fue destruido y una de las torres sufrió importantes destrozos. La restauración más importante del edificio se llevó a cabo después de la guerra y ha sido terminada en diferentes etapas, la última en 1994.

## Arquitectura
La Frauenkirche fue construida de ladrillo rojo durante el Gótico tardío en sólo 20 años. El edificio posee un estilo muy recatado sin la ostentación de los típicos ornamentos góticos.
La estructura mide 109 metros de largo y 40 metros de ancho. Las dos torres poseen una altura de 99 metros, existiendo una diferencia entre las mismas de 12 cm. El diseño original preveía terminación en agujas, de modo similar a la Catedral de Colonia, pero nunca fueron construidas por la falta de dinero. En su lugar, durante el Renacimiento se construyeron dos cúpulas, que no continúan la línea estilísitca del resto del edificio. Pero precisamente debido a esto se han convertido en un signo distintivo de la iglesia y por extensión de la ciudad.

## Interior

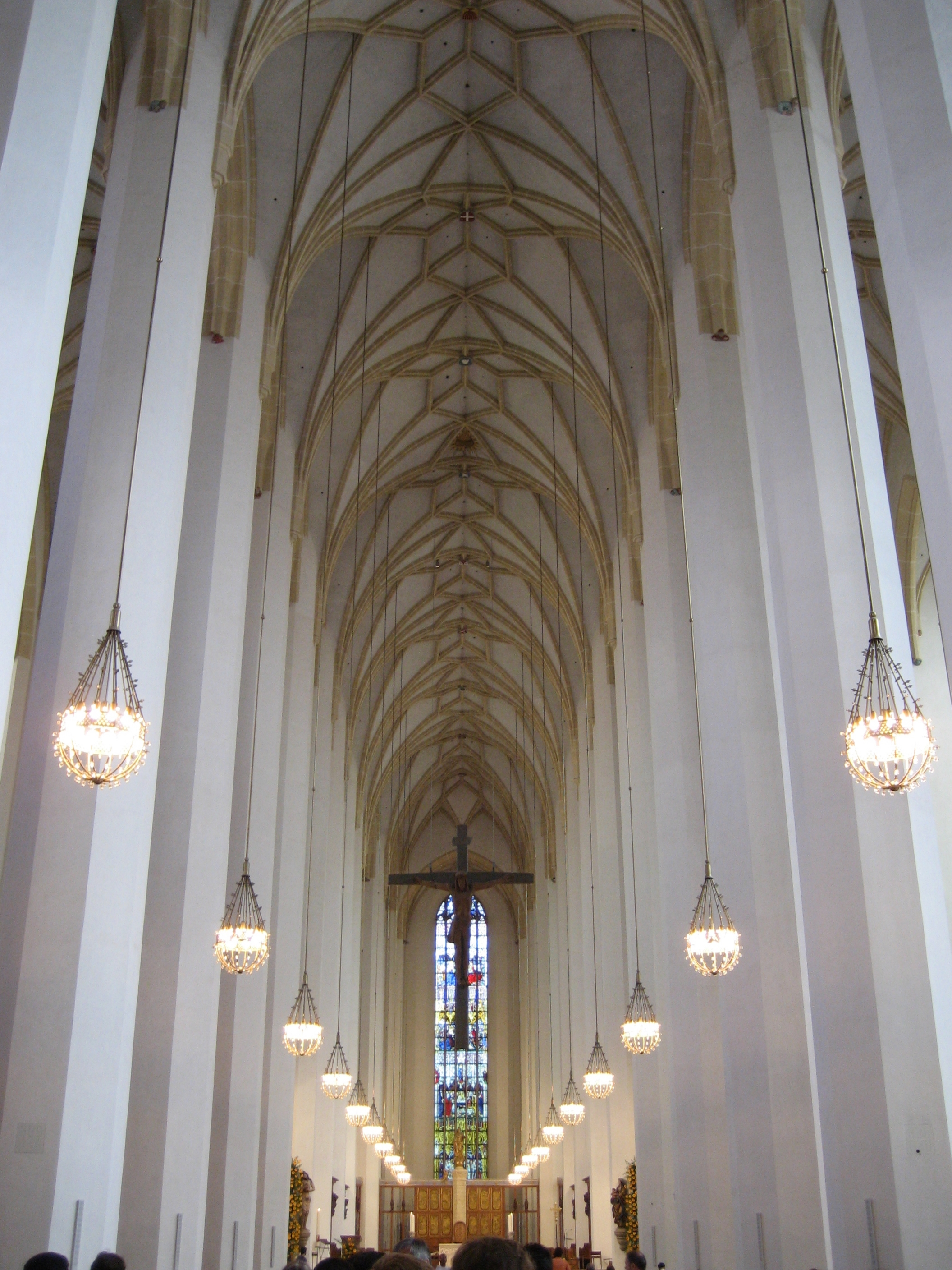
Múnich: Frauenkirche (interior)

La catedral puede acoger a 20.000 personas, y los servicios católicos se llevan a cabo regularmente. El interior de la catedral, que es una de las más grandes de la Alemania meridional, consiste en tres naves con la misma altura de 31 m.
Una riquísima colección de arte de los siglos XIV y XVIII de artistas tales como Erasmus Grasser, Jan Polack, Hans Krumpper e Ignaz Günther decora el interior catedralicio desde la última restauración. La nave gótica, algunas de las vidrieras habían sido hechas para la iglesia anterior y el mausoleo de Luis IV del Sacro Imperio Romano Germánico son las mayores joyas de la sede del Arzobispado de Múnich y Frisinga.
La mayor parte del interior fue destruido durante la Segunda Guerra Mundial, e incluso las partes restauradas resultan relativamente simples.

### Pisada del Diablo

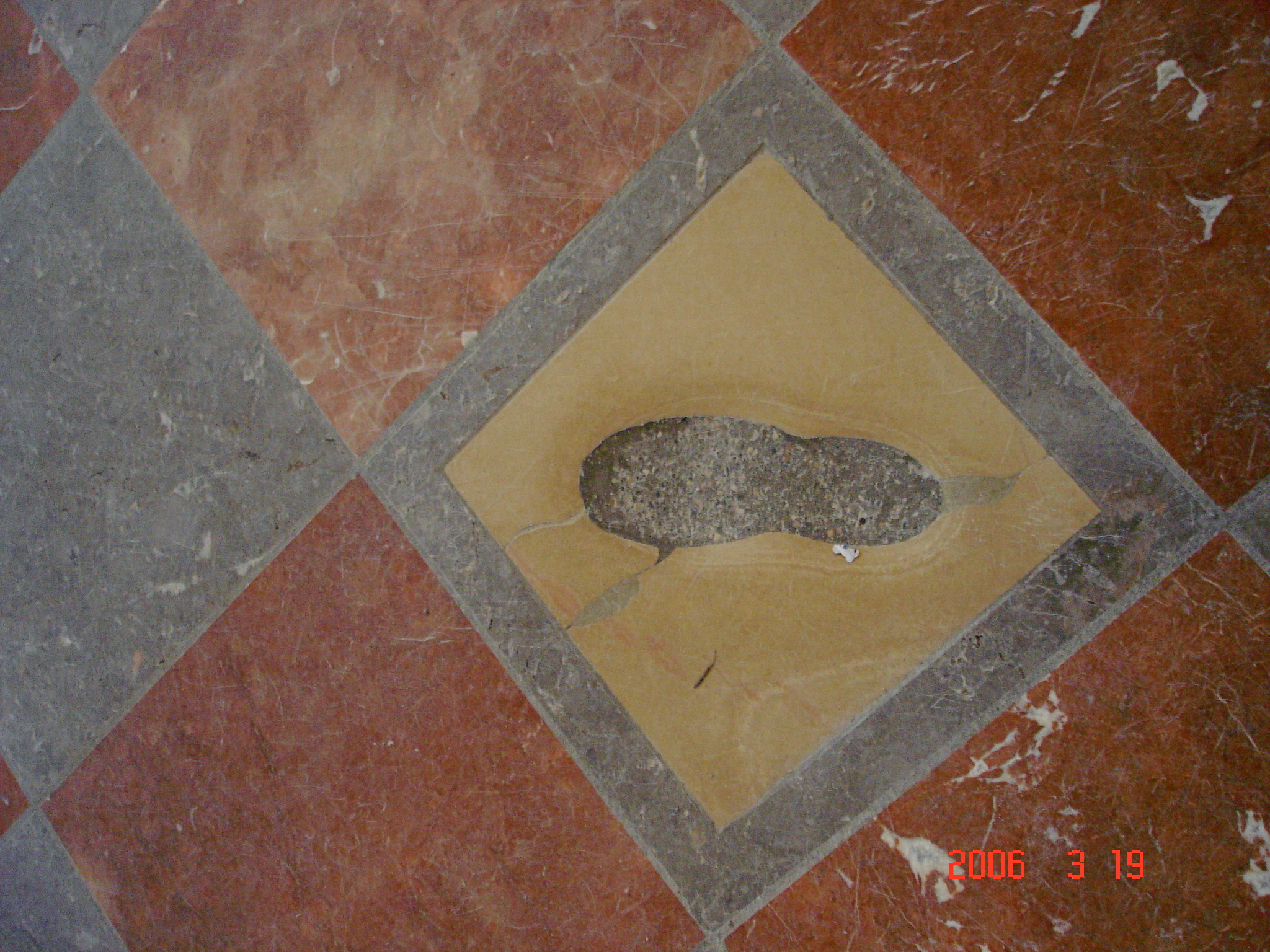
Pisada del Diablo.

A pesar de los daños sufridos, todavía se encuentra dentro de la misma la Teufelstritt, la llamada "Pisada del Diablo", a la entrada del templo. Es una huella, que parece ser una pisada. Según la leyenda, el Diablo la dejó cuando curioseaba, mofándose de la iglesia sin ventanas que Halsbach había construido. 
Según otra versión de la leyenda, el Diablo hizo un trato con el constructor para que no hubiera ventanas en la iglesia. Pero el demonio fue engañado por el inteligente constructor, que dispuso las columnas de manera que no se viera ninguna ventana desde cierto lugar a la entrada del templo. Cuando el demonio descubrió que había sido engañado ,la iglesia ya había sido consagrada, pero dejó la pisada a la entrada donde estuvo.

### Cripta
La cripta contiene las tumbas de los Arzobispos católicos de Múnich y Frisinga y entre otros los siguientes miembros de la dinastía Wittelsbach:

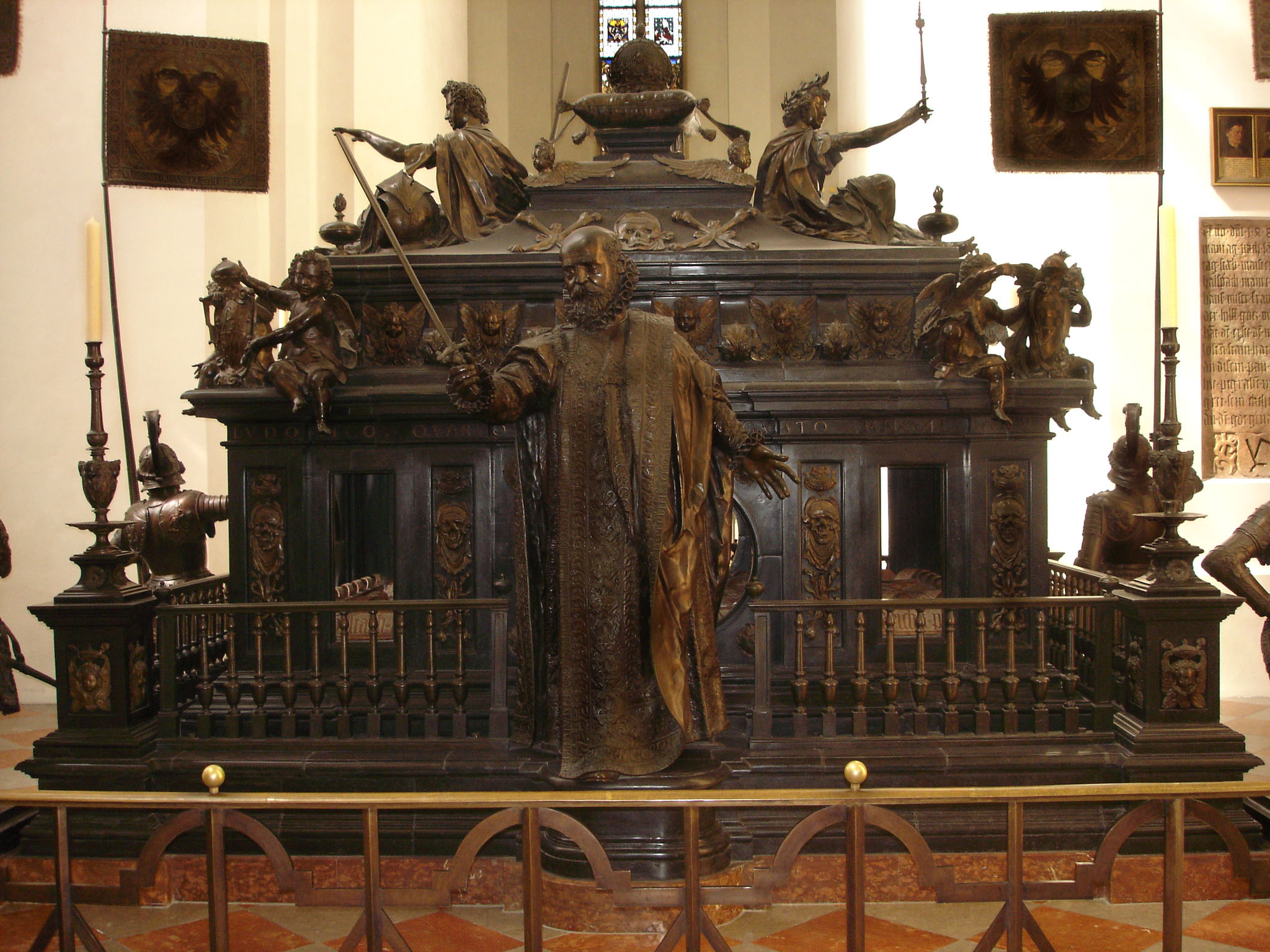
Mausoleo del Emperador Luis IV de Baviera de Hans Krumpper

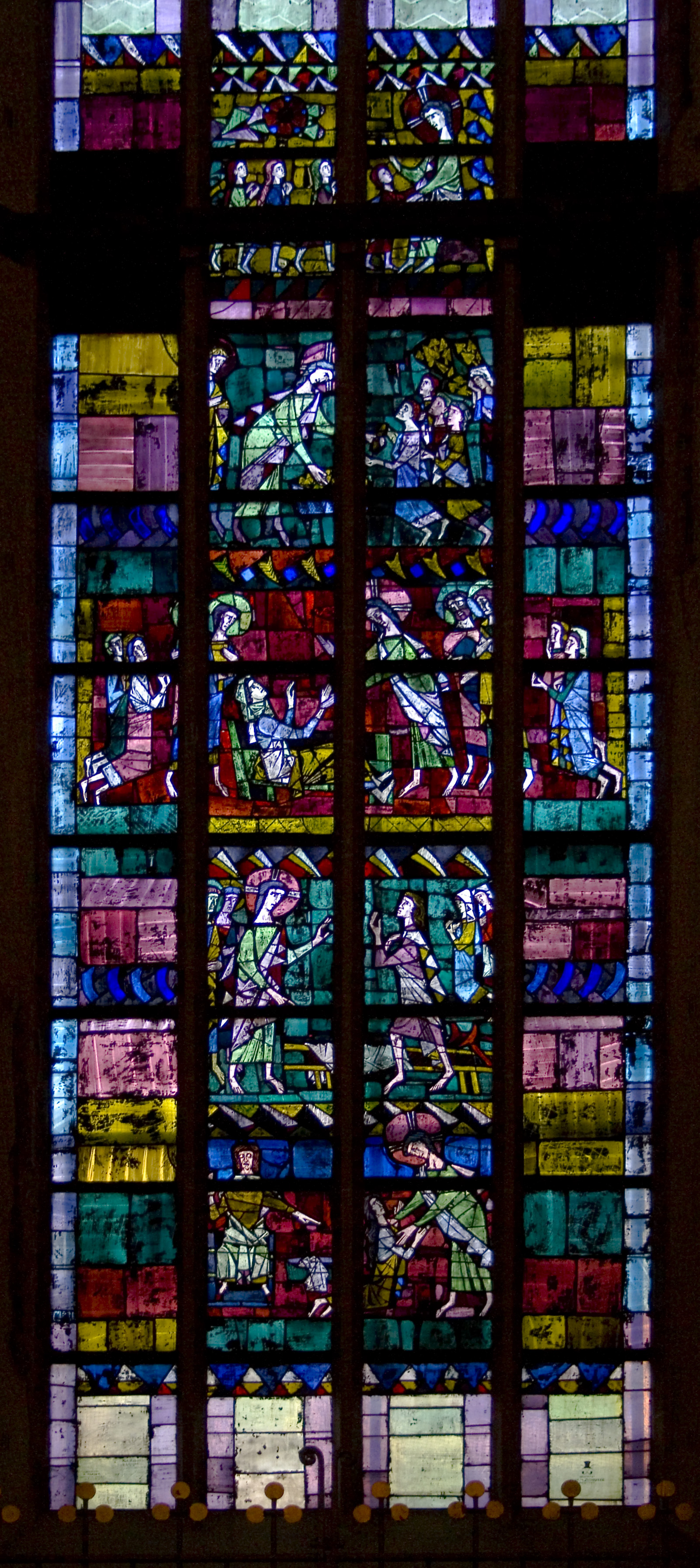
Detalle de una vidriera

- Luis IV de Baviera Emperador del Sacro Imperio Romano Germánico
- Luis V de Baviera
- Esteban II de Baviera
- Juan II de Baviera
- Ernesto de Baviera
- Guillermo III de Baviera
- Juan IV de Baviera
- Alberto IV de Baviera
- Guillermo IV de Baviera
- Alberto V de Baviera
- Luis III de Baviera